# Torbjörn disaskald
Torbjörn disaskald (Þorbiǫrn dísarskáld) var en isländsk skald verksam vid 900-talets slut och 1000-talets början. Endast ett fåtal fragment av hans diktning har bevarats. De finns alla i Snorre Sturlassons Skáldskaparmál.

## Torbjörns identitet
Vem "disaskalden" var vet man inte med full säkerhet, trots att han på Snorres tid tycks ha varit allmänt känd. Men eftersom skalder hade ett högt anseende på Island, och praktiskt taget varje betydande islänning från denna tid finns omnämnd i ättesagorna, någon av kortsagorna eller i Landnamsboken, är det rimligt att också Torbjörn finns där även om tillägget dísarskáld saknas. Det har därför på goda grunder gjorts gällande att "disaskalden" skulle ha varit identisk med en viss Torbjörn Torsgode från gården Hov i Guddalarna (Hof í Goðdǫlum) på nordlandet i Hegranes tingslag. Om denna identifiering är riktig är skalden omnämnd i såväl den längre Olav-Tryggvasonssagan som i Landnámabók. Hans far var då en hövding vid namn Torkel tyrfing Turidarson.

## Verk
Tillnamnet "disaskald" (disens skald) låter ana att Torbjörn i sin ungdom författat en drapa till gudinnan Freja – den främsta av diser. Något sådant kväde har dock inte bevarats. Likväl är det klart att Torbjörns diktning stått i religionens tjänst. I Skáldskaparmál (4) finns en strof och en kvartsstrof som båda hyllar guden Tor. I synnerhet helstrofen är av stort intresse. Den är författad i en enkel eddisk stil, nästan utan kenningar, och är en fullständig parallell till en magisk Torsbön av Veturlide Sumarlidesson, som citeras på samma sida. Den enda slutsats som kan dras är att Torbjörns strof är hämtad ur en niddikt riktad mot någon kristen förkunnare. I strofen namnges åtta tursar som alla blivit dräpta av Tor, och den magiska tanken har varit att detta ska hända igen: Tor ska krossa den som smädar gudarna!
| Ball í Keilu kolli, Kjallandi brauzt þú alla, áðr draptu Lút ok Leiða, léztu dreyra Búseyru, heptir þú Hengjankjǫptu, Hyrrokkin dó fyrri, þó var snemr hin sáma Svívǫr numin lífi. | Det slog i Keilas huvud, du bröt ner Kjallande helt, innan du dödade Lut och Leide lät du Buseyras blod flyta. Du avslutade Hängkäftas liv, Hyrrokkin dog tidigare, men dessförinnan blev den mörka Svivör berövad livet. |  |

Det är ingen långsökt förmodan att den gudasmädare som Torbjörn hade i åtanke var skalden Hjalte Skeggjason som år 999 dömdes fredlös på alltinget för hädelse. Han hade nämligen i kristen nit diktat ett kväde vari Oden framställdes som hund och Freja som hynda. Referent i målet mot Hjalte var Torbjörn Torsgode från Guddalarna; just den man som med stor sannolikhet kan förmodas ha varit identisk med Torbjörn disaskald.

## Efter kristnandet
Kristendomen antogs genom alltingsbeslut år 1000 som allenarådande på Island, och alla godar (hedniska präster) fick finna sig i att ta dopet om de ville behålla något av sin forna makt. I Landnámabók 5:9 nämns en "Torbjörn präst" i Guddalarna – det är tydligen "Torbjörn Torsgode" som nu måst byta tro och titel. Åke Ohlmarks skriver om detta: "Goden på Hov i Guddalarna ville behålla sin hövdingaställning och har då måst ta skeden i vacker hand och utbyta det hedna prästadömet mot ett kristet."
Ännu en halvstrof som med stor sannolikhet har författats av Torbjörn disaskald finns bevarad i Skáldskaparmál (51). Strofen hyllar en krigare som tar kristet dop, och redan Finnur Jónsson tolkade den som ett fragment av en i övrigt förlorad helgondikt. Vilket helgon som avsetts framgår inte av de bevarade raderna, men det har säkert rört sig om ett krigiskt sådant, kanske Sankt Göran, som för övrigt inte var helt olik Tor. "Disens skald", som en gång diktade drapor om Tor och Freja, och som var en av de drivande krafterna bakom att döma en kristen missionär fredlös på tinget för hädelse mot hedna gudar, har nu funnit sig i landets nya lag och blivit kristen lovskald.